# Plutarco Cortez

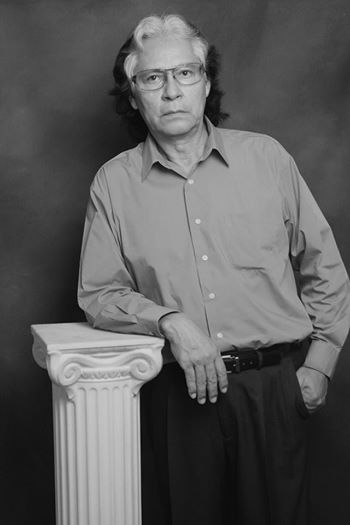
PLUTARCO CORTEZ

Plutarco Cortez es poeta, novelista y filósofo nicaragüense, nacido en Santa Teresa, Departamento de Carazo, el 15 de enero del año 1947.

## Biografía
Aprendió a leer a los 17 años durante las clases nocturnas, mientras trabajaba en una hacienda bananera de Chinandega, al Occidente de Nicaragua. Su primer libro de lectura, fue Baldor (texto de matemáticas). Emigró a Managua y trabajó en la construcción con diferentes oficios, llegando a ser maestro de obra. Su deseo de superación también lo llevó a escribir y proyectar su propia forma de ver el mundo, basado en sus experiencias.

Comenzó a escribir sus primeros poemas cuando comenzó la guerra del Frente Sandinista de Liberación Nacional (FSLN) contra el dictador Anastasio Somoza, y en 1985 publicó sus primeros poemas en La Prensa Literaria que dirigía Pablo Antonio Cuadra. 

En 1991  conoció al poeta y crítico Álvaro Urtecho quien le introdujo en el medio intelectual de Managua. En 1994, Urtecho prologa su primer poemario  titulado «Bajo el agua vertical», que se desarrolla en un espacio genésico, cósmico y visceral, “como si el universo estuviera creándose permanentemente, pero a la vez destruyéndose y volviéndose a crear en una dialéctica de negatividad eterna”. 

En su segundo poemario, Víspera del diluvio, publicado en (1995), Plutarco ya es consciente de que su  obra se halla ubicada dentro de los parámetros de la postmodernidad, según el crítico Urtecho, y en su novela La mala digestión (1994, corregida y aumentada en 2003), ya se proyecta  explícitamente esa conciencia.

En 2001 participó en la «Feria Internacional del libro de Miami» invitado y presentado por el poeta cubano Ángel Cuadra, siendo considerado por  el periodista Wilfredo Cancio, uno de los ocho escritores más destacados de toda Latinoamérica. 
Tras varios años escribiendo poesía comenzó a incursionar en la narrativa. En  2003 publicó su primera novela «La mala digestión».  

Después de incursionar en la poesía y en la narrativa, Plutarco comenzó a escribir breves ensayos filosóficos para la página de «Opinión» del «Nuevo Diario». Estos breves ensayos son los que conforman el libro «Posmodernidad y pensamiento ágil».   En ellos expone y comenta las ideas básicas del filósofo estadounidense Richard Rorty (1931-2007), representante del neopragmatismo de su país y figura del postmodernismo mundial. 

Plutarco Cortez construye su  identidad como un acto de autocreación, resaltando la importancia de la libertad individual, y afirma en uno de sus aforismos: “Vamos a erradicar de la cabeza del hombre la noción de límite. No hay distancia que no pueda ser recorrida por la imaginación del hombre”. Y en otro sostiene: “En la perspectiva de los hombres superiores no hay punto medio; se elevan hasta el cielo o se hunden en las profundidades del infierno”.

## Publicaciones
- Bajo el agua vertical, (Poesía)1994. Editorial Decenio, Managua.
- Víspera del diluvio (Poesía), 1995. Fondo Editorial del Centro de investigación de Realidad de Américalatina (CIRA) Managua.
- La mala digestión (Novela), 2003.
- Posmodernidad y pensamiento ágil (Ensayo), 2007. Academia de la lengua nicaragüense, «Managua». (ISBN: 978-99924-0-695-3).
- El poeta y su conciencia (Ensayo), 2013. Editado por Windmills International Editions, Inc. California – USA – 2013. (ISBN: 978-1-300-)
- Nací para vivir  (Novela), 2017. CHIADO Editorial, «Madrid España». (ISBN: 978-989-51-9890-0)

## Enlaces Relacionados
- Poetas siglo XXI, antología mundial. https://poetassigloveintiuno.blogspot.com.es/2013/06/plutarco-cortez-10022.htm
- Un vasto crujido, http://serbal.pntic.mec.es/~cmunoz11/poemas.html
- Blog de Plutarco Cortez, http://elblogdeplutarco.blogspot.com.es/.